# Só Pra Contrariar
I Só Pra Contrariar sono un gruppo musicale brasiliano di pagode e samba.
Hanno preso il nome da un samba della formazione carioca Fundo de quintal.

## Storia
I Só Pra Contrariar si sono formati a Uberlândia, Minas Gerais, nel 1989, per iniziativa del cantante Alexandre Pires, che all'epoca aveva 13 anni. Pires convinse suo fratello, suo cugino e alcuni amici a creare la band per divertimento.
Hanno iniziato a suonare nei bar della loro città natale. Nel 1993 è stato pubblicato il loro album di debutto omonimo, che ha venduto più di 500 000 copie. Dopo aver compiuto tour di successo hanno pubblicato diversi album negli anni '90; quello del 1997 ha permesso loro di conquistare il triplo disco di diamante per aver venduto 3 milioni di copie ed è a tutt'oggi il quarto album più venduto di sempre in Brasile. 
Si sono fatti conoscere anche all'estero: in Italia sono diventati noti per il brano Essa tal libertade, inserito nella colonna sonora del film Il barbiere di Rio, diretto da Giovanni Veronesi. Nel 1998 il gruppo ha registrato il primo disco in spagnolo, che ha venduto 700 000 copie. Nel 1999 è uscito il secondo album in questa lingua, intitolato Juegos de Amor e includente un duetto, Santo Santo, eseguito con la cantante cubana Gloria Estefan.
Nel 2001 Alexandre Pires ha lasciato il gruppo per intraprendere una carriera solista, portata avanti fino al 2012, quando è tornato a essere il frontman della band.

## Discografia parziale
- Que Se Chama Amor (1993)
- Meu Jeito de Ser (1994)
- O Samba Não Tem Fronteiras (1995)
- Depois do Prazer (1997)
- Interfone (1999)
- Bom Astral (2000)
- Santo Santo (2000)
- Produto Nacional I (2003)
- Produto Nacional II (2004)
- Seguindo Em Frente (2007)